# Valfrido Teixeira Vieira
Dom Valfrido Teixeira Vieira (Jaguaquara, 17 de dezembro de 1921 — Sobral, 9 de novembro de 2001) foi prelado brasileiro da Igreja Católica Romana. Foi bispo-auxiliar da Arquidiocese de São Salvador da Bahia e ordinário da Diocese de Sobral, no Ceará, entre 1965 e 1998.

## Biografia
Nasceu em Jaguaquara, Bahia, filho de Honorina Teixeira e Galdino Feliciano Vieira.
Estudou o primeiro grau em Jaguaquara e o segundo grau no Seminário Menor São José, em Salvador. Fez o curso superior de Filosofia e Teologia no Seminário Santa Teresa, em Salvador. Foi ordenado presbítero em Amargosa, em 29 de junho de 1946.
Desde sua ordenação sacerdotal ocupou os cargos de secretário do Bispado de Amargosa, cujo bispo, Dom Florêncio Sisínio Vieira, era seu tio: reitor do Seminário Nossa Senhora do Bom Conselho de Amargosa; capelão das irmãs sacramentinas, professor do Ginásio e Escola Normal Santa Bernadete e diretor da Escola Técnica de Comércio, em Amargosa.
O Papa João XXIII o nomeou bispo-auxiliar da Arquidiocese de São Salvador da Bahia em 25 de março de 1961, com sé titular de Laranda. Sua ordenação episcopal se realizou em Salvador, aos 26 de junho de 1961, por Dom Augusto Álvaro da Silva, tendo como co-cosagrantes Dom Antônio de Mendonça Monteiro, bispo de Bonfim, e seu tio Dom Florêncio. Seu lema: Secundum Verbum Tuum. Exerceu o cargo de bispo auxiliar de Salvador de 1961 a 1965.
Em 6 de janeiro de 1965, o Papa Paulo VI o designou para a Diocese de Sobral, no Ceará, que estava vacante havia quase um ano, desde a saída de Dom João José da Mota e Albuquerque para a Arquidiocese de São Luís. Sua posse ocorreu no dia 19 de março seguinte, na Solenidade de São José.
Seu episcopado durou 33 anos e foi marcado pelo implemento das transformações provocadas na Igreja pelo Concílio Vaticano II e pelas Conferências de Medellín e Puebla, adequando-a ao mundo moderno, pela valorização do trabalho leigo e pela opção preferencial pelos pobres.
Fomentou ações de assistência à saúde e à educação, voltadas para os excluídos. Apoiou a Faculdade de Filosofia e, com a criação da Universidade Estadual Vale do Acaraú, em 1968, cedeu os prédios do antigo Seminário São José e do Colégio Sobralense para neles funcionar, gratuitamente, por mais de uma década, a nova universidade. 
Lutou pela criação e implantou a Diocese de Tianguá em 13 de março de 1971. Dom Valfrido foi o principal consagrante do primeiro bispo daquela nova diocese, Dom Frei Timóteo Francisco Nemésio Pereira Cordeiro, OFMCap, em 4 de julho, seguinte.
Renunciou ao governo da diocese por força da idade e, em 18 de março de 1998, foi substituído pelo bispo-coadjutor Dom Aldo di Cillo Pagotto, SSS. Continuou morando em Sobral, recebendo o título de Doutor Honoris Causa da UVA, e o título de cidadão sobralense da Câmara Municipal de Sobral.
Dom Valfrido faleceu três anos depois de sua renúncia, aos 79 anos de idade.